# شموئيل أفيتسور
شموئيل أفيتسور (שמואל אביצור) (21 يناير 1908 - 14 يناير 1999 ) كان أستاذا في جامعة تل أبيب، وأحد رواد الدراسات الشعبية لأرض إسرائيل. وحصل على جائزة إسرائيل في عام 1977 في الأبحاث الثقافية.

## حياته
ولد عام 1908 في باكو (في الإمبراطورية الروسية وقتها وهي الآن عاصمة  أذربيجان). درس لمدة عامين مدرسة ثانوية عبرية في مسقط رأسه، ثم تخرج من المدرسة الثانوية السوفيتية. ثم درس التاريخ والجغرافيا والتعليم في كلية التربية بجامعة أذربيجان في باكو.
انضم إلى حركة هاشومير هاتسير الصهيونية الشبابية، واعتقل ونفي في سيبيريا. ثم خففت عقوبته إلى الترحيل من الاتحاد السوفيتي، وهكذا في عام 1931 هاجر إلى فلسطين. وفي إسرائيل، عمل أولاً في الزراعة والحراسة في ريشون لتسيون، وبعد ذلك عمل مدرسًا خاصًا هناك، ثم في مدينة تل أبيب التي انتقل إليها.
في عام 1958، حصل على درجة الدكتوراه في الجغرافيا من الجامعة العبرية في القدس ، عن أطروحة بعنوان «تاريخ استخدام الطاقة المائية في أرض إسرائيل».

## جوائز
في عام 1967 نال جائزة بن تسفي  وفي عام 1977 حصل على جائزة إسرائيل لمساهمته في دراسة الجغرافيا والثقافة في أرض إسرائيل، بالإضافة إلى جوائز أخرى منها جائزة ياكير تل أبيب .
سمي شارع في تل أبيب باسمه.
توفي مطلع عام 1999 ودفن في مقبرة كريات شاؤول. [1]